# Икс-23
Икс-23 (англ. X-23), также известная как Лора Кинни (англ. Laura Kinney), — супергероиня комиксов компании Marvel Comics. Одна из немногих персонажей Marvel, которые появились на телевидении раньше, чем в комиксах.

## Биография

### Рождение
Когда в совершенно секретном проекте попытались воссоздать оригинальный эксперимент «Оружие Икс» с участием дикого мутанта Росомахи, то руководителям проекта не удалось найти испытуемых, которые смогли бы перенести вживление в скелет неразрушимого металла адамантия. В стремлении дать проекту новое направление развития, его директор, доктор Мартин Саттер, нанял известного генетика доктора Сару Кинни и дал ей задание создать клона. Используя единственный имеющийся генетический образец «Оружия Икс», который был повреждён, учёные и после 22 попыток не смогли спасти Y-хромосому. Поэтому Кинни предложила создать клона-женщину, и хотя её запрос изначально был отклонён, она всё равно создала жизнеспособное существо женского пола и подталкивала Саттера изменить решение. Несмотря на сопротивление со стороны своего протеже доктора Зандера Райса (Саттер растил мальчика после того, как Росомаха убил его отца в ходе первоначального проекта «Оружие Икс»), Саттер позволил Кинни продолжить. В качестве наказания за неподчинение Райс заставил Кинни стать клону суррогатной матерью, и Сара произвела на свет «X-23».
Выросшую в неволе X-23 готовили к роли оружия. Кинни делала всё возможное, чтобы ребёнок сохранил хоть какое-то подобие человечности, но её усилия казались напрасными. После семи лет Райс подверг X-23 отравляющему излучению, чтобы ускорить активацию её мутантского гена, затем силой извлёк её когти и покрыл их адамантием. Райс создал химический состав, который назвал «спусковым запахом», триггером (англ. trigger scent), ощутив который, X-23 впадала в непроизвольную дикую ярость. Через три года X-23 отправили на её первое задание — убить кандидата в президенты Грега Джонсона. Далее последовало множество других заданий, услуги X-23 продавали готовому заплатить наибольшую цену заказчику. В результате эмоциональное развитие X-23 замедлилось. Желая отомстить за убийство отца, Райс отправил X-23 на особо опасное задание, но она выжила, несмотря ни на что и вернулась на Полигон.
В конечном счёте Райс убедил Саттера передать ему руководство проектом, затем тайно приказал X-23 убить Саттера и его семью. Позже Райс показал Кинни комнату, в которой находились десятки инкубационных контейнеров с клонами женского пола. До побега с базы вместе с X-23 Кинни дала ей одно последнее задание — уничтожить инкубаторы и убить Райса. Однако Райс смог отомстить Кинни и из могилы — ранее он подверг её воздействию триггера, что и заставило X-23 убить собственную мать. Умирая, Кинни дала X-23 имя Лора, сказала, что любит её, и отдала девочке письмо, написанное ею ранее, и фотографию Чарльза Ксавье, Росомахи и Института Ксавье.

### Цель Икс
После ареста агентами организации Щ.И.Т. Капитан Америка и Мэтт Мердок допрашивали X-23 о её прошлом. X-23 рассказала, как добралась до Сан-Франциско и выследила Дебби (сестру её матери) и её дочь Меган. Представившись дочерью Сары, она стала жить с ними. Меган мучили очень правдоподобные кошмары о похищении, но в семье считали, что это лишь ужасные фантазии. X-23 сообщила Меган, что человек из её кошмаров действительно существовал, и она его убила.
Оказалось, что бойфренд Дебби на самом деле агент Полигона, которому дали задание манипулировать X-23 и с помощью триггера заставить её убить Меган и Дебби. Однако агент не выполнил своё задание и был убит X-23. Агенты Полигона во главе с женщиной, которая была куратором X-23, Кимурой (на полигоне она постоянно издевалась над X-23 и наказывала её даже в том случае, если задание выполнялось успешно) штурмовали дом Дебби. Кимура собиралась убить Меган и Дебби, но X-23 удалось их увести, устроив взрыв в доме. После этого X-23 решила встретиться лицом к лицу с человеком, который сделал возможным её появление — с Росомахой. X-23 выследила Росомаху в особняке Ксавье и спровоцировала его на битву, в которой смогла его одолеть, но не убила. Она рассказала ему, зачем пришла. Росомаха признался, что представляет, через что ей пришлось пройти, так как получил письмо от её матери. Их разговор был прерван Капитаном Америкой, прибывшим, чтобы арестовать Лору. Но, несмотря на всё совершённые ею убийства, Мэтт Мёрдок признал невиновность X-23. Капитан Америка хотел, чтобы X-23 искупила свою вину за совершённые убийства. Однако в конце концов он освободил X-23, дабы не дать Щ.И.Т. использовать девушку как собственное оружие.

### NYX
Двумя годами позже X-23 появилась на улицах Нью-Йорка. Её обнаружил сутенёр по имени Папочка Зебра, который приютил девушку и принял на работу. Во время работы проституткой X-23 мучилась от такого саморазрушительного образа жизни. Она резала себя своими же когтями в угрожающих ей ситуациях. Она также страдала из-за своих внутренних противоречий, которые делали её очень неразговорчивой и неспособной освободиться от хватки Папочки Зебры. Чувства начали возвращаться к X-23, когда она встретила Киден Никсон, девушку-мутанта, способную останавливать время в моменты опасности. Вместе с Киден и её учителем они спасли от разъярённой толпы другого молодого мутанта — Кэтиану. Папочка Зебра выследил X-23, но с помощью своих новых друзей и мутанта Фелона ей удалось победить головорезов Зебры. Потом X-23 убила его, чтобы спасти своих друзей. Позже X-23 устроилась официанткой в ночной клуб в нью-йоркском районе Мутант Таун. Здесь она спасла дочь главаря банды Дона Паризи от шайки головорезов, расправившись с ними. Эти убийства неожиданно привлекли внимание Росомахи, который побуждал своих коллег из Людей Икс провести расследование. X-23 инстинктивно сразу же атаковала Росомаху, но он смог в конце концов её успокоить, и она привела Людей Икс к дочери Паризи. Оказав Людям Икс помощь в борьбе против невероятно сильного защитника Паризи, мутанта Гича, X-23 исчезла. Позднее она вернулась, чтобы помочь Людям Икс спасти жертв несчастного случая, после чего была зачислена в Институт Ксавье, где делила комнату с Рэйчел Саммерс и Китти Прайд.

### Люди-Икс
У Лоры практически не было навыков жизни среди людей, поэтому Росомаха помогал ей адаптироваться к новой жизни. А она всё время старалась его защитить: наблюдала за ним на мониторах охраны особняка и даже напала на его коллегу Бишопа, который во время учебной тренировки сбил Росомаху с ног. Во время одного такого наблюдения её внимание привлёк скачок энергии. Вычислив, что источником сигнала является Человек-паук, X-23 поначалу приняла его за врага и атаковала. В итоге же парочка объединилась, чтобы спасти юного мутанта Пола Пэттерсона от альтернативной версии Железного человека — Стального Маньяка. Внезапное появление Капитана Америки и Чёрной Вдовы помогло переломить ситуацию. Потом X-23 тайно последовала за Росомахой, который отправился расследовать странную деятельность в Канадских Скалистых горах. X-23 попала в засаду, устроенную Хок’ками и рептилиями из Дикой Земли, но ей удалось сбежать и предупредить Людей Икс. Отправившись на Дикую Землю, X-23 и Люди Икс объединились с повелителем Земли Ка-Заром и его случайными союзниками Мутантами Дикой Земли, чтобы не допустить уничтожения человеческой цивилизации Хок’ками, которые хотели использовать для этого управляющую погодой Грозу.
Похоже, ей удалось подружиться с Призрачной Кошкой, Псайлок и Рэйчел Саммерс. К X-23 обратилась космическая Юни-Сила в надежде особым образом использовать её способность к исцелению. Хотя сначала она сопротивлялась попыткам Силы соединиться с ней, в конце концов неохотно вняла мольбам и согласилась стать Капитаном Вселенная на короткое время.

### Новые Люди-Икс
После Дня М X-23 стала одной из немногих студентов, кто не потерял свои способности. По просьбе Росомахи она снова вернулась в Особняк-Икс. Лора поселилась в одной комнате со студенткой Сурайей Кадир (кодовое имя — Пыль). Ей начал нравиться Джулиан Келлер (аkа Геллион), которого она защищала во время учебных голографических боёв.
Когда студентов, лишившихся способностей, и обслуживающий персонал отправили домой, их автобус взорвал настроенный против мутантов религиозный фанатик преподобный Уильям Страйкер. X-23 случайно услышала, как Пыль разговаривает с Икаром (Джей Гатри), который сбежал из Особняка. Пыль собиралась встретиться с Джеем, но Лора сказала, что это ловушка, ей пришлось оглушить свою соседку по комнате, чтобы спасти ей жизнь. Надев паранджу Пыли, X-23 пришла в лагерь Страйкера, где в неё стреляли. Притворившись мёртвой, Лора дождалась действия исцеляющего фактора и затем вернулась в Особняк, чтобы помочь отразить нападение Страйкера.
Команда доверила Лоре продолжать действовать, чтобы остановить Страйкера, и она в одиночку убила троих Очистителей. Затем она начала связываться с друзьями, используя свой острый слух, чтобы выяснить для них, что случилось с Икаром, и узнала, что Страйкер его убил.
После того как Волна получила сигнал бедствия от Форджа, X-23 последовала за командой в Даллас, чтобы освободить его от стража Нимрода. В гуще жестокого сражения с помощью когтей ей удалось прорваться внутрь машины, что и позволило победить стража. Она была тяжело ранена в бою и не смогла исцелить сама себя. Чтобы спасти X-23, Джулиан с помощью Эммы Фрост усилил свои телекинетические способности и переместил её в особняк, где Эликсир вылечил её.
Кимура была одержима стремлением уничтожить X-23. Со своими приспешниками она напала на Лору и Сессили (также известную как Ртуть) в кафе. Злодеи захватили Сессили, после чего Лора и Геллион отправились на поиски полигона. Они нашли его и проникли внутрь, где после сражения с Кимурой нашли Сессили, пребывавшую в жидкой форме и едва способную восстановить форму. На них напал Хищник Икс, который поглотил жидкую кожу-ртуть Цессили. X-23 и Геллиона настигли Хищники, но Поразительные Люди Икс и Новые Люди Икс помогли им одолеть их.
Некоторое время спустя Эмма Фрост обнаружила, что Кимура снова пытается расправиться с X-23. Эмма столкнулась с ней и стёрла единственное счастливое воспоминание из памяти Кимуры и внушила ей, что теперь её задание заключается в том, чтобы уничтожить оставшихся сотрудников Полигона.
X-23 побывала на Лимбо, попав в ловушку, расставленную суперзлодеем Беласко, который разыскивал Магику. X-23 выступала и против Халка, когда он напал на особняк Людей Икс, разыскивая Ксавьера, чтобы отомстить за своё изгнание, ей даже удалось ослепить его одним из своих когтей, но он, восстановившись, отправил её в особняк Ксавьера.

### Комплекс Мессии
В ходе событий «Комплекса Мессии» Циклоп решил создать команду «Сила Икс», в которую вошли X-23, Росомаха, Волчица, Калибан, Варпатч и Хепзиба. Во время поисков Кейбла и новорождённого мутанта «Сила Икс» сражалась с Леди Смертельный Удар и её новыми Разбойниками, и X-23 почти удалось убить злодейку. Позже Лора отправилась с «Силой Икс» в Даллас и затем на остров Мюир, базу Мародёров. В ходе жестокой битвы Людей Икс и Мародёров X-23 спасла жизнь Росомахе, убив Шифратора.

### Сила-Икс
После Комплекса Мессии X-23 осталась в составе «Силы Икс» — секретной организации, созданной для выполнения специальных заданий, слишком опасных или непривлекательных для Людей Икс, с использованием любых необходимых мер.
Также в команду входят Росомаха, Вульфсбейн и Варпатч. Их первой миссией стал поиск оставшихся Очистителей и предмета, украденного Мэтью Ризманом. Прежде чем миссия началась, Логан говорит Лоре, что это — её последний шанс уйти, что если она сделает это, она снова станет Икс-23. Лора не слушает, и Логан просто отвечает: «Прекрасно. Это ваши жизни». Их задание провалилось из-за того, что Вульфсбейн взяли в плен. Силе Икс удаётся спасти Рахну, но её накачали героином. Позже Лора говорит Логану, что Рахна недостаточно училась. Он отвечает ей, что Вульфсбейн — та, за кого они умрут, и что их жизни ничего не значат в сравнении с ней. Когда Рахна Синклэр из промывания мозгов преподобного Крейга нападает на Ангела и Эликсира, Лора идёт к ним. Она почти нападает, но вспоминает слова Логана и позволяет Рахне напасть на неё и сбежать. После того, как Ангел превращается в Архангела и отправляется за своими крыльями, Сила Икс следует за ним. Они сталкиваются с Очистителями и нападают. Лора убивает Ризмана, а также сталкивается с Элаем Бардом, который заразился Техно-Органическим вирусом и чуть не убил её. Впоследствии Сила Икс узнаёт, что Очистители повторно активировали Бастиона, который, в свою очередь, возродил величайших врагов Людей-Икс, включая Уильяма Страйкера, Стивена Ленга, Кэмерена Ходжа, Боливара Траска и Грейдона Крида.
Позже X-23 вместе с Людьми Икс переехала в Сан-Франциско, где их приветствовали как героев.

## Способности
Как и у Росомахи, основной мутантской способностью Лоры является фактор ускоренного заживления, который позволяет ей регенерировать поврежденные или разрушенные ткани с гораздо большей скоростью и окончательностью, чем это могут сделать обычные люди. Такие ранения, как огнестрельные, резаные и колотые раны, полностью заживают в течение нескольких секунд. Она также способна прикреплять конечности; например, она прикрепила свою кисть после того, как отрубила её, чтобы снять наручники. Эффект от её ускоренного исцеления распространяется на иммунную систему её тела, делая её невосприимчивой к болезням и инфекциям. Она также невосприимчива к большинству наркотиков и токсинов, хотя на неё могут подействовать некоторые лекарства, если дать им достаточную дозу. Учитывая регенеративную природу её клеток, она потенциально бессмертна, как и её отец.
Исцеляющий фактор Лоры усилил её физические чувства, скорость, ловкость, рефлексы/реакции и выносливость до сверхчеловеческого уровня. Как и Росомаха, Лора обладает втягивающимися когтями, заключенными в предплечьях. Она выпускает когти через ткань костяшек пальцев, оставляя небольшие раны, которые заживают под действием её лечебного фактора. Однако, в отличие от Росомахи, у Лоры только два когтя на каждой руке, которые являются её основным оружием нападения. У неё также есть один втягивающийся коготь на каждой ноге, который она обычно использует для защиты. Когти были насильно извлечены Зандером Райсом, заточены и покрыты адамантием. Лоре удалось сбежать до того, как была проведена процедура покрытия всего её скелета адамантием. Поскольку когти покрыты адамантием, они практически не ломаются и способны разрезать практически любое вещество.
Помимо своих врожденных способностей и навыков, Лора дважды была носителем Силы Энигмы, что дало ей множество особых способностей, характерных для этой сущности. Она - первый мутант, которого сущность выбрала в качестве своего носителя, а также одна из немногих, кто делал это неоднократно. В конце их второй встречи Сила Энигмы назвала Лору наследницей своей силы.
Родившись и выросшая в неволе, Лора была обучена, чтобы стать живым оружием. Она прекрасно обучена использованию оружия дальнего действия и взрывчатки, а также является грозным бойцом в рукопашном бою, интенсивно тренируясь в многочисленных техниках боевых искусств с оружием и без оружия. Она также подвергалась воздействию специфического "запаха-триггера", который приводил её в ярость берсерка, убивающего все на своем пути; Эмма Фрост не была уверена, что этот запах когда-нибудь будет полностью подавлен.
Она свободно владеет французским и японским языками, также говорила на русском, а Зандер Райс однажды назвал её интеллект "зашкаливающим".

## Характер
X-23 молчалива, порой чересчур холодна. Из-за проведённых в застенках белой комнаты детских лет Лоре сложно общаться с другими людьми. Она считает недопустимым показать собственную слабость, но подсознательно ищет опору и поддержку. Характер девушки во многом является точной копией характера Логана.

## Икс-23 вне комиксов

### Мультсериалы
- Икс-23 впервые появилась именно в мультсериале «Люди Икс: Эволюция». Это было в 40-м эпизоде, который так и назывался — «X-23». В этом эпизоде её озвучила Андреа Либман, а в другом появлении персонажа, эпизоде «Target X», роль озвучила Бритни Ирвин[англ.].
- В «Росомаха и Люди Икс» её озвучивала Тара Стронг.
- Также появилась в детском мультсериале «Супергеройский отряд».

### Фильмы
- В третьем фильме о Росомахе «Логан», который вышел 2 марта 2017 года, Икс-23 — это серия клонов мутантов, одним из которых является Лора. Её сыграла Дафни Кин. Лора является женским клоном Логана и биологически его дочерью, и имеет те же способности. Она, как и множество других детей-мутантов, собирается пересечь канадскую границу, где они будут находиться в безопасности от компании Трансиген. Команда киборгов гонится за Лорой, Логаном и Ксавьером, но Лора вместе с Росомахой убивает их. В конце Логану, спасённому Лорой, удаётся разделить с ней отцовские чувства, после чего он умирает. Лора хоронит его и продолжает свой путь с другими детьми-мутантами. Лора всё время молчит и только под самый конец фильма начинает говорить.
- Лора в исполнении Дафни Кин появилась в фильме «Дэдпул и Росомаха». Она играет ту же версию из фильма «Логан» и помогает Дэдпулу и Росомахе спастись из Пустоты.

### Компьютерные игры
- Икс-23 является боссом в Game Boy Advance версии видеоигры X-Men: The Official Game.
- Вновь озвучена Тарой Стронг в игре Marvel vs. Capcom 3: Fate of Two Worlds. Икс-23 там играбельный персонаж[9].
- Икс-23 является открываемым персонажем в игре Marvel: Avengers Alliance.
- Икс-23 является играбельным персонажем в игре Marvel:Contest of Champions. Она является чемпионом класса мутации, как и другие мутанты.
- Несколько карт Лоры Кинни представлены в Marvel: War of Heroes, ролевой карточной игре для мобильных устройств. Карты "X-23" и "[Cloned Eliminator] X-23" ошибочно относят её к фракции злодеев, но более новая карта "[Weapon] X-23" правильно классифицирует её как супергероя.
- Лора Кинни появляется в Marvel Heroes, озвученная Тарой Стронг.
- Лора Кинни является играбельным персонажем в Marvel Future Fight, начиная с обновления 3.7 (январь 2018 года).
- Лора Кинни - играбельный персонаж в Marvel Puzzle Quest.
- Икс-23 появляется в качестве играбельного персонажа в Marvel Strike Force.
- Икс-23 появляется в Fortnite в качестве персонажа которого можно купить в магазине.

## Влияние на культуру
Отсылка к Икс-23 имеется в песне «Nrrrd Grrrl» диджея MC Chris, в которой есть строчка:

Икс-23 и Геллион, странная парочка, если честно.
Оригинальный текст (англ.)X-23 and Hellion, odd couple, to be kind